# Frizzoni
I Frizzoni detti frecium per le frecce disegnate sullo stemma riprodotto sul pavimento di palazzo Frizzoni, sono una nobile famiglia di commercianti svizzeri del Canton Grigioni appartenente alla Chiesa evangelica svizzera, passata alla Chiesa valdese dopo l'Unità d'Italia, che si stanziò a Bergamo nella seconda metà del XVIII secolo per lavorare e commerciare i panni in lana e seta.

## Storia
La famiglia Frizzoni trasferitosi a Bergamo, mantenne nella città orobica, quell'unione famigliare che permise ai suoi personaggi di avere il potere necessario per raggiungere una grande ricchezza e un elevato ceto sociale. La famiglia compì anche molte opere caritative fondando l'Opera Bergamasca per la salute del fanciullo con l'apporto di Teodoro Frizzoni.
Gli svizzeri diventati valdesi, dovettero allontanarsi dai cantoni cattolici d'origine. Si rifugiarono prima a Zurigo giungendo a Bergamo nel XV secolo, dove trovarono un ambiente più tollerante sotto il dominio veneto, che non fece mai differenze sulle diverse religioni, piuttosto che a Milano dove c'era la dominazione spagnola, molto più cattolica, e non adatta ad accettare personaggi di religioni differenti. Erano le famiglie Ronco, Orelli, Pestalozzi, von Muralt che aprirono le prime fabbriche di seta iniziando la storia tessile che renderà famosa la bergamasca.
La famiglia Frizzoni aggiungerà poi al proprio cognome quello de Salis, la più importante famiglia nobile grigionese.

## Personaggi

### Antonio Frizzoni (1754-1835)
Antonio Frizzoni detto  Freciun, fu il fondatore della famiglia. Arrivò a Bergamo nel 1780 unendosi alla comunità di svizzeri già esistente. La presenza di attività commerciali di venditori d'origine svizzera è testimoniata in Bergamo dal XVI secolo nelle registrazioni di contratti commerciali nella parte bassa della città, mentre artigiani ne abitavano la parte alta. La Fiera di Sant'Alessandro che veniva tenuta nella parte bassa, era una fonte sicura di guadagno, si formò quindi una comunità di grigionesi appartenenti alla Chiesa evangelica svizzera.
Antonio era nato a Celerina nel Cantoni Grigioni e arrivò a Bergamo per carcare lavoro trovandosi in indigenza, possedeva solo pochi soldi che gli aveva dato il padre. Non venne a Bergamo solo ma con lui il fratello minore Tomaso (1760-1845) sordomuto. Si prese sempre cura di questo fratello più debole e perché trovasse un modo di comunicare nonostante il suo handicap, lo mandò a studiare da Luigi Deleidi pittore presente a Bergamo, successivamente a Brera e successivamente a Roma.
Il Frizzoni iniziò a lavorare presso una caffetteria, poi un negozio fino a iniziare a commerciare in tessuti di seta e lana, ma in particolare commerciò in piume di struzzo che andavano di moda sui cappelli e sulle acconciature femminili, iniziando ad affittare alcuni locali a uso commerciale.
Nel 1802 sposò Catterina Irmel anche lei svizzera dalla quale ebbe tre figli: Antonio iunior, Giovanni Leonardo e Federico. La buona integrazione alla vita della città è confermata dall'elezione a consigliere comunale nel primo consiglio cittadino il 13 ottobre 1802, carica che richiedeva l'essere di buona posizione economica e appartenere alle classi alte della città.
Il 26 febbraio 1817 acquistò le proprietà dei monasteri di santa Lucia e sant'Agata da Egidio Brembati, che diventeranno Palazzo Frizzoni. Antonio Frizzoni morì il 2 gennaio 1835 nella sua casa nella contrada del Prato, non essendoci ancora una chiesa evangelica in Bergamo, furono celebrate le esequie con rito cattolico nella chiesa di Sant'Alessandro. In seguito proprio la famiglia Frizzoni farà costruire a Bergamo una chiesa "svizzera" (ceduta nel 1934 alla Chiesa valdese) per la comunità protestante riconosciuta legalmente fin dal 1807 dal Regno d'Italia napoleonico.

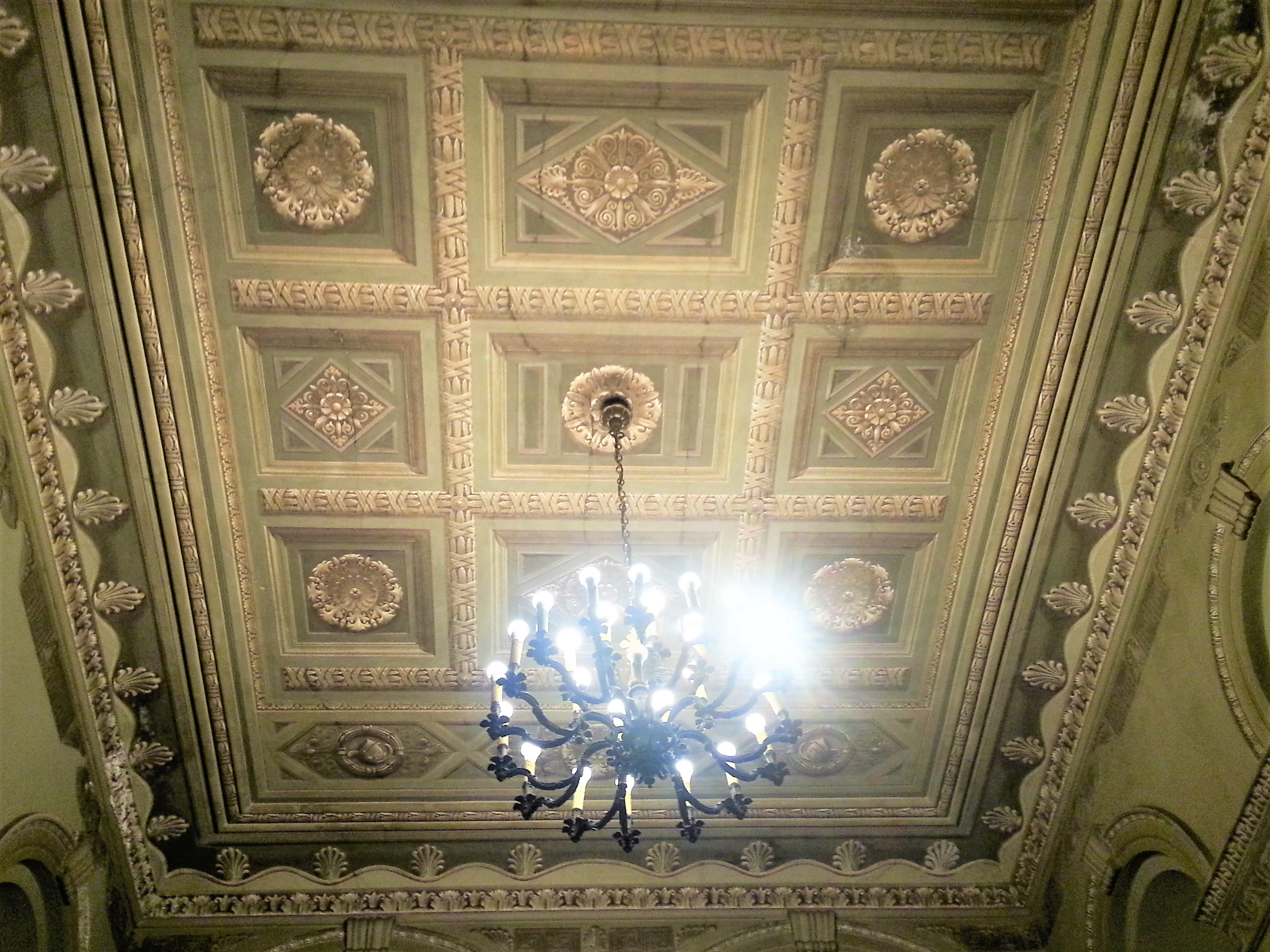
Palazzo Frizzoni-soffitto scalone interno

### Antonio Frizzoni (1804-1876)
Antonio junior chiese e ottenne la licenza per la costruzione di un nuovo palazzo e dopo aver valutato vari disegni accettò il progetto dell'architetto Rodolfo Vantini che realizzò un disegno idoneo non solo alla famiglia Frizzoni ma che seguisse le indicazioni dell'amministrazione cittadina che aveva già in corso la pianificazione del territorio con demolizioni e nuove costruzioni.
I lavori iniziarono nel 1836 terminando nel 1841, dei due conventi distrutti ne rimane una raffigurazione conservata nella Biblioteca Angelo Mai e termineranno nel 1841.
Antonio junior ebbe quattro figli dalla giovane Ursula Ganzoni che morì di parto con l'ultimo suo figlio, sposò poi in seconde nozze 
Amalia Heinselmann nipote di Enrichetta Blondel moglie di Manzoni dalla quale ebbe altri cinque figli.
Alla sua morte avvenuta il 13 marzo 1876, tutti i beni passarono ai figli, ma una parte del giardino lo lasciò in eredità alla comunità della chiesa Evangelica, dove venne costruito il primo Tempio Evangelico.
Nel 1851 la famiglia fece costruire a Bellagio, sul lago di Como, una villa che pochi anni dopo venne ceduta ad una società che la trasformò nel Grand Hotel di Bellagio aperto nel 1873 (dal XX secolo questo ha preso il nome attuale di Grand Hotel Villa Serbelloni).

### Giovanni Leonardo Frizzoni (1806-1848)
Secondo figlio di Antonio e Caterina Irmel, seguì con il fratello i lavori di costruzione del palazzo di famiglia. Durante i moti rivoluzionari, gli austriaci si ritirarono sulla Rocca e colpirono con il cannone il giardino del palazzo. Un colpo di cannone cadde sul giardino del palazzo con la minaccia di distruggere la parte bassa della città, fu il Frizzoni, che ben parlava il tedesco, a presentarsi alla caserma con due volontari per chiedere la fine delle ostilità, ma venne fatto prigioniero e usato come ostaggio ad una finestra. Scrisse in quei giorni una lettera alla sua famiglia chiedendo perdono per il dolore che avrebbe arrecato loro con la sua morte. Il 23 marzo 1848 gli austriaci si ritirarono, e Giovanni liberato. Morirà l'anno successivo.

### Gustavo Frizzoni (1840-1919)
Gustavo Frizzoni nacque l'11 agosto 1840 da Giovanni e da Clementina Reichmann di origine svizzera. Alla morte prematura del padre, la madre si fece aiutare dall'amico storico d'arte Giovanni Morelli che divenne maestro e amico del figlio, partecipando insieme alla Terza Guerra d'Indipendenza. Poco portato a seguire l'attività che paterna si laureò in letteratura italiana nel 1864 e sotto la guida del Morelli studiò storia dell'arte.
 Nel 1866 divenne un volontario garibaldino e nel '70 gli fu affidato l'incarico della stesura di un catalogo dei dipinti presenti all'Accademia di Brera di Milano dove ormai aveva trasferito la residenza dopo aver venduto al fratello la sua parte di quota nell'azienda di famiglia. Fu tra i responsabili dell'Esposizione nazionale del 1881. Ebbe numerosi incarichi e pubblicazioni, anche se venne accusato di antipatriottismo quando dichiarò che l'arte doveva avere un libero mercato, tanto da fargli promuovere i contributi da privati per il restauro del Castello del Buonconsiglio a Trento. Morì il 10 febbraio 1919 a Milano lasciando la sua fototeca e biblioteca all'accademia di Brera dove aveva tanto lavorato.

### Enrico Frizzoni (-1927)
Alcune disgrazie obbligarono la famiglia a passaggi di proprietà e successione tra i nipoti. Enrico, unico maschio rimasto, nel 1927 ritirò dagli eredi del fratello la loro parte del palazzo diventandone il solo proprietario. Il 3 marzo del medesimo anno, quindici giorni prima della sua morte, redisse un testamento che dava la possibilità all'amministrazione comunale di comprare il palazzo a un prezzo favorevole perché divenisse la residenza del podestà.

## Palazzo Frizzoni

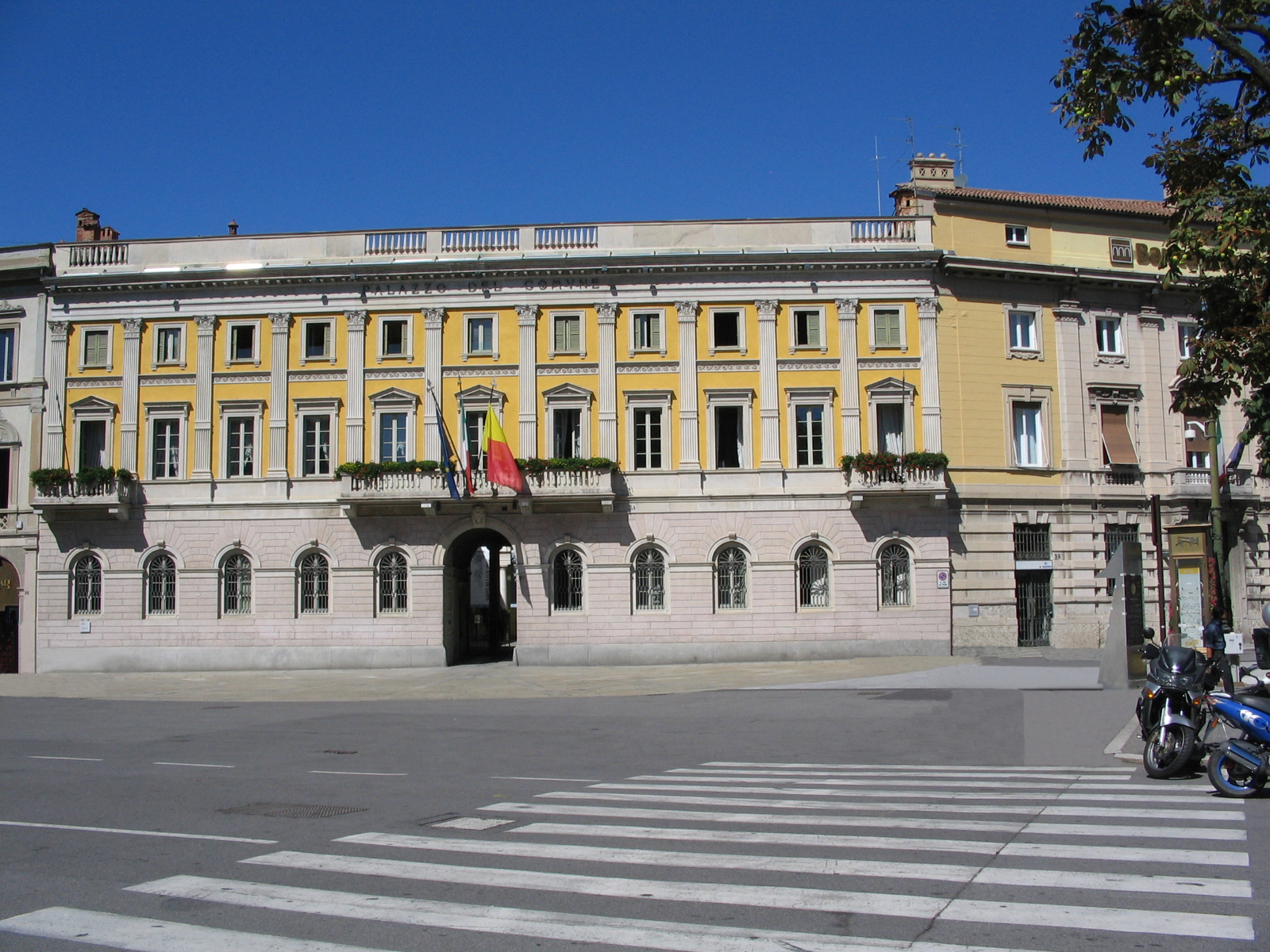
Palazzo Frizzoni -Municipio

Il palazzo della famiglia Frizzoni passò al comune di Bergamo il 13 marzo 1928 ma doverlo adattare alla nuova destinazione da abitazione privata a edificio pubblico, richiedeva progetti e finanziamenti, non da subito reperibili da parte dell'amministrazione. Fu solo nel 1933 che i lavori di ammodernamento ebbero una svolta importante grazie alla volontà del podestà Grisogono Traineri, e il 28 ottobre venne inaugurata la nuova sede municipale trasferendola da quella ormai inadeguata di via Torquato Tasso.
Il salone del Consiglio Comunale fu realizzato dal pittore Achille Funi che si era rifugiato in val Seriana durante la seconda guerra mondiale, e che per riconoscenza alla città mise a disposizione i suoi allievi dei corsi di pittura dell'Accademia Carrara. I dipinti furono eseguiti nel 1950 e la sala inaugurata il 26 luglio.
Il palazzo subì ulteriori modifiche rimanendo sempre la sede dell'amministrazione comunale, il più importante della città di Bergamo, e sulla pavimentazione dell'ingresso vi è rappresentato lo stemma della famiglia Frizzoni con le due spade incrociate.